# 楸树
楸树（学名：Catalpa bungei），又名金丝楸，是紫葳科梓属的落叶乔木，被称为“百木之王”。联合国健康学协会也认定其为“人类健康树种”。

## 形态
落叶乔木，高达30米；树干端直；三角状卵形叶子三枚轮生，全缘或3－5裂，无毛；夏季开白色两唇形花，内有紫斑，总状花序顶生；蒴果细长。

## 分布
分布在中国大陆的陕西、江苏、浙江、河北、山东、山西、河南、甘肃、湖南等地，生长于海拔500米至1,300米的地区，目前尚未由人工引种栽培。

## 别名

花期中的楸树，摄於纽约布鲁克林植物园

楸树（中国树木分类学），木王（埤雅）

## 延伸阅读
[在维基数据编辑]
 《欽定古今圖書集成·博物彙編·草木典·楸部》，出自陈梦雷《古今圖書集成》
 维基共享资源上的相關多媒體資源：Catalpa bungei
 維基物種上的相關：楸树

## 外部連結
- 楸, Qiu （页面存档备份，存于） 藥用植物圖像數據庫 (香港浸會大學中醫藥學院) （繁體中文）（英文）

1. ↑  . 中国绿色时报.   [2023-01-17]. （原始内容存档于2023-01-17）.